# Розширення мінералів
Розширення мінералів (рос. расширение минералов, англ. expansion of minerals; нім. Mineraldehnung f, Erweiterung f der Minerale) — відношення приросту довжини мінералу (лінійне розширення) чи об'єму (об'ємне розширення) до первісних розмірів при нагріванні мінералу на 1 °С.
Коефіцієнт розширення неоднаковий у одного й того самого мінералу і залежить від кристалографічних напрямів. Р.м. є однією з причин їх роздрібнення в умовах земної поверхні.